# Didier Fusillier
Didier Fusillier, né le 31 mai 1959 à Valenciennes (Nord), est un metteur en scène français. Il est, depuis 2023 président du Grand Palais.

## Biographie
Il commence dans le théâtre, comme assistant à la mise en scène au centre dramatique national du Nord-Pas-de-Calais.
En 1990, il est nommé directeur des Folies de Maubeuge (liée à Mons, capitale de la culture 2015), et de 1993 à 2015, il est directeur de la Maison des arts de la culture André-Malraux à Créteil.
Artisan, à partir de 1999, de Lille, Capitale Européenne de la Culture 2004, il est de 2005 à 2015 directeur du programme culturel Lille 3000. Il reste conseiller artistique de l'association à partir de cette date.
Il a rejoint en juillet 2011 l'équipe de campagne de Martine Aubry pour l'élection présidentielle de 2012 en tant que conseiller culture.
En 2015, lorsque Jacques Martial quitte la présidence de l'Établissement public du parc et de la grande halle de la Villette qu'il occupait depuis 2006 pour prendre la présidence du Mémorial ACTe, le président de la République François Hollande nomme Didier Fusillier à la tête de cet établissement public.
En 2023, succédant à Chris Dercon, il prend la tête de RMN-Grand Palais.

## Décorations
- Chevalier de la Légion d'honneur (décret du 14 avril 2017)[5]
- Chevalier de l'ordre national du Mérite le 14 novembre 2000[6]
- Commandeur de l'ordre des Arts et des Lettres (2021)[7] ; il est promu au grade d’officier le 13 septembre 2016[8].
- Ordre du Soleil Levant, rayons d’or en sautoir[9]

## Sources & références
1. ↑  Didier Fusillier : La Villette, le voilà !
2. 1 2  « Didier Fusillier prend la présidence du Grand Palais », Le Monde.fr,‎ 23 août 2023 (lire en ligne, consulté le 23 août 2023)
3. ↑  L'équipe de campagne de Martine Aubry sur le site officiel martineaubry.fr
4. ↑  Décret du 17 juin 2015 portant nomination du président de l'Etablissement public du parc et de la grande halle de La Villette - M. FUSILLIER (Didier)
5. ↑  Décret du 14 avril 2017 portant promotion et nomination
6. ↑  Décret du 14 novembre 2000 portant promotion et nomination
7. ↑  « Taux de change réel du peso mexicain par rapport au dollar US, janvier 2003 à février 2009 », sur dx.doi.org, 2009 (consulté le 4 janvier 2022)
8. ↑  Arrêté du 13 septembre 2016 portant nomination dans l'ordre des Arts et des Lettres.
9. ↑  https://www.fr.emb-japan.go.jp/itpr_fr/remise-deco-automne-2019.html